# Andrius Jurkūnas
Andrius Jurkūnas (né le 21 mai 1976 à Kaunas en RSS de Lituanie) est un joueur lituanien de basket-ball, évoluant au poste d'ailier fort.

## Carrière
Après sa carrière de joueur, Jurkūnas devient entraîneur. Il est entraîneur adjoint de Nedeljko Ašćerić au Szolnoki Olaj. En décembre 2013, Ašćerić quitte le club et Jurkūnas ainsi que l'autre entraîneur adjoint, Dragan Aleksić, assurent l'intérim.